# Литвинов, Юрий Владимирович
Юрий Владимирович Литвинов (род. 11 апреля 1976, Донецк) — российский хоккеист, нападающий. Тренер, функционер.

## Биография
Воспитанник ДЮСШ «Буревестник» (Донецк), с 1991 года — в московских «Крыльях Советов». В сезоне 1992/93 выступал за вторую команду, со следующего сезона также стал играть за первую команду. Начмная с плей-офф сезона 1997/98 игрок ЦСК ВВС Самара, по ходу сезона 1999/2000 перешёл в ХК ЦСКА. В сезоне 2001/02 играл за любительский клуб «Макслевел» Москва, в сезонах 2002/03 — 2003/04 выступал за «Капитан-Русь» Супино / «Русь» Москва.
Детский тренер в «Руси» (2003—2006). Президент ХК «Спортима» Одинцово (2007—2018). Детский тренер в ХК «Армада» Одинцово (2018—2019). Спортивный директор в «Академии Михайлова» Новомосковск (2019—2020). Директор СШ «Метеор» Москва (2020—2022). Директор ДЮСШ АКМ Тула (2022—2023). Генеральный директор академии Михайлова (Тула, с 2023).